# Sumpor trioksid
Sumpor trioksid (sumpor (VI) oksid) je hemijsko jedinjenje sa formulom SO3. On je gas koji je zagađivač vazduhu i sastojak kiselih kiša.

## Dobijanje
Sumpor trioksid se ne može dobiti izgaranjem sumpora u vazduhu ili u atmosferi kiseonika, jer velika količina toplote koja se oslobađa pri sagorevanju sumpora u sumpor dioksid sprečava stvaranje sumpor trioksida. SO3 se egzotermno raspada na višim temperaturama u sumpor dioksid i kiseonik.
Spajanje sumpor-dioksida i kiseonika je moguće samo na temperaturama koje nisu suviše visoke (400—600 °). Zbog vrlo male brzine reakcije u tom temperaturnom području neophodna je upotreba katalizatora. Ovaj postupak nalazi industrijsku primenu u proizvodnji sumporne kiseline.
Za laboratorijske potrebe, sumpor trioksid se priprema kao anhidrid sumporne kiseline, oduzimanjem vode sumpornoj kiselini (zagrevanjem koncentrovane sumporne kiseline s fosfor pentoksidom kao sredstvom za oduzimanje vode):
ili zagrevanjem vodoniksulfata (npr. natrijum-bisulfata 4), ili sulfata npr. gvožđe(III)-sulfata.

## Osobine
Sumpor trioksid pojavljuje se u tri modifikacije, od kojih je jedna kristalna, a preostale dve su amorfni oblici. Kada se ohlade pare sumpor trioksida, dolazi do kondenzacije u kristalni oblik (γ-SO3). To je prozirna masu, koja se topi na 16,8 °, a ključa na 44,8 °. Ona se u čvrstom stanju sastoji uglavnom od molekula , u tečnom stanju od molekula , a u gasovitom stanju od molekula 3. Ako se sumpor trioksid drži duže vremena ispod 25 °, on se pretvara u modifikaciju sličnu azbestu (β i α SO3), odnosno u bele isprepletene iglice svilenastog sjaja, s molekulima ( i . Sumpor trioksid koji je u prodaji je mešavina α i β SO3.
Sumpor trioksid se spaja sa vodom i gradi sumpornu kiselinu uz jako razvijanje toplote. Na vlažnom vazduhu intenzivno se puši, jer je prilično isparljiv, pa s vlagom iz vazduha stvara sumpornu kiselinu, koja se odmah kondenzuje u male kapljice. Sa oksidima metala reaguje energično uz stvaranje sulfata.